# ФК Сент Луис Сити
Сент Луис Сити (енгл. St. Louis City SC) је амерички фудбалски клуб из Сент Луиса, Мисури. Наступа у Западној конференцији МЛС лиге. Тренутно је најмлађи клуб који се такмичи у МЛС лиги.